# F-35I (航空機)
F-35I アディール
イスラエル航空宇宙軍のF-35I
- 用途：戦闘機
- 分類：多用途戦闘機
- 製造者：ロッキード・マーティン
- 運用者： イスラエル（イスラエル航空宇宙軍）
- 初飛行：2016年7月25日[1]
- 生産数：50機（調達予定機数）[2]
- 運用開始：2017年12月6日（IOC獲得）[3]
- 運用状況：現役
- ユニットコスト：1億1,000万USドル（2015年追加発注単価）[4]
- 原型機：F-35A ライトニングII

F-35I アディール（英: F-35I Adir）は、アメリカ合衆国のロッキード・マーティンが開発したF-35A ライトニングIIのイスラエル独自仕様機。2010年の導入契約後、2016年12月に初号機と2号機がアメリカ合衆国から到着し、2017年12月6日に初期作戦能力（IOC）を獲得した。2018年5月22日にはF-35初となる実戦投入が報告された。

## 導入経緯
アメリカ合衆国が主導する統合打撃戦闘機計画にイスラエルは2003年、保全協力参加国（SCP:Security Cooperative Participants）としての参加に合意、概念実証段階（CDP:Concept Demonstration Phase）で80万USドル、システム開発実証段階（SDD:System Development and Demonstration）で1億5,000万USドルを支出した。
2010年7月26日、アメリカを訪問中のエフード・バラック国防相はF-35開発にイスラエル企業の参加が必要だと、ワシントン・ポストとのインタビューで答え、8月15日にシミュレーターやスペアパーツ等を含め20機を総額27億5,000万USドルでの導入を承認した。
F-35は将来的な戦闘機であり、中東におけるイスラエルの航空優位性と技術的優位性の維持を可能にする。・・・F-35はイスラエル航空宇宙軍に近・遠距離で優れた能力を与え、イスラエルの安全保障を強化する。—エフード・バラック国防相 2010年8月
アラブ諸国に対するイスラエルの技術的優位性を維持するため、イスラエル航空宇宙軍のF-15A/BおよびF-16A/Bの近代化改修に代わってF-35の導入が進められたが、イスラエル国防軍参謀本部内では導入コストが高く、陸軍および海軍装備品の調達予算が減少するとの批判が噴出した。
イスラエルではF-35導入にあたり、レーダー、電子戦装置、通信装置、独立したメンテナンス機能の国産品導入を希望したが、アメリカ国防安全保障協力局リチャード・ジェナイル副局長はF-35に他国製コンポーネントを搭載することは多額の経費がかかり、そうした変更を希望する国にとって「長期的に見て、恐らく最善の利益にはならないだろう」との見解を示した。
9月16日、国防高官の多くが高額な導入経費を巡り反対を表明する中、ベンヤミン・ネタニヤフ政権の閣僚会議において、F-35 20機購入の最終決定を下され、10月7日に訪米中のイスラエル国防省エフード・シャニ事務局長が20機で総額20億USドルの契約に署名、2016年の受領予定のほか、オプションで最大75機までの購入が可能とされた。
F-35に対するイスラエル製機器の搭載について、2011年7月7日付けのAviation Week & Space Technology誌はアメリカがイスラエル向けF-35の内部配線を見直し、イスラエル製電子戦装置の搭載に同意したと報じた。
2014年12月2日には、イスラエル航空宇宙軍が2個目のF-35飛行隊編成が政府承認される見通しであることが公表され、2015年2月に追加で14機とオプション17機を総額28億2,000万USドルで購入契約に調印した。
イスラエル航空宇宙軍向けF-35I初号機（AS-01）は2016年6月22日、アメリカのテキサス州にあるロッキード・マーティンフォートワース工場でロールアウトし、7月25日に初飛行した。12月12日には2号機（AS-02）とともにイスラエル南部のネバティム空軍基地に到着、アメリカ以外で最初のF-35保有国となった。
F-35Iはネバティム空軍基地の第140飛行隊に配備され、2017年12月6日に初期作戦能力（IOC:Initial Operational Capability）を獲得、2018年5月22日にはF-35として世界初の実戦投入が公表された。
2020年1月16日に2個目のF-35飛行隊として、第116飛行隊が再編され、8月6日にIOCを獲得した。
2020年11月11日にアメリカ以外では初となるF-35試験機を受領し、イスラエル中部のテルノフ空軍基地に所在する第601飛行隊に配備した。
2021年7月6日にF-35の訓練飛行隊として第117飛行隊が再編された。
イスラエル航空宇宙軍は50機の調達を予定しており、2022年3月24日時点で33機を受領している
。

## F-35Aからの変更点
F-35Iは、F-35Aから
- 指揮・統制・通信・コンピュータ関連機材
- ソフトウェアの一部

がイスラエル独自仕様に変更されている。
また、胴体内兵器倉への搭載兵装に国産空対空ミサイルと誘導爆弾を使用可能にすることを計画している。

## 運用

### 実戦投入
イスラエル国防省は2018年5月22日、ゴラン高原でのロケット攻撃の反撃として、シリアに対する航空攻撃に第140飛行隊のF-35Iを投入したことを発表した。また、この攻撃以前にレバノンの首都ベイルート上空での異なる2つの攻撃任務を実施していたこともあわせて公表された。
2023年10月7日に始まったパレスチナ・イスラエル戦争では、初期の攻撃に8機のF-35Iが参加したと報じられ、F-16と共にガザ地区へ向かうとする映像も公開された。
2024年4月のイスラエルによるダマスカスのイラン大使館空爆において、イラン側は本機からミサイル6発が発射され、大使館が破壊されたと主張している。

### 部隊配備
- ネバティム空軍基地[26]
  - 第116飛行隊
  - 第117飛行隊 - 運用訓練飛行隊
  - 第140飛行隊
- テルノフ空軍基地[23]
  - 第601飛行隊 - 評価試験飛行隊

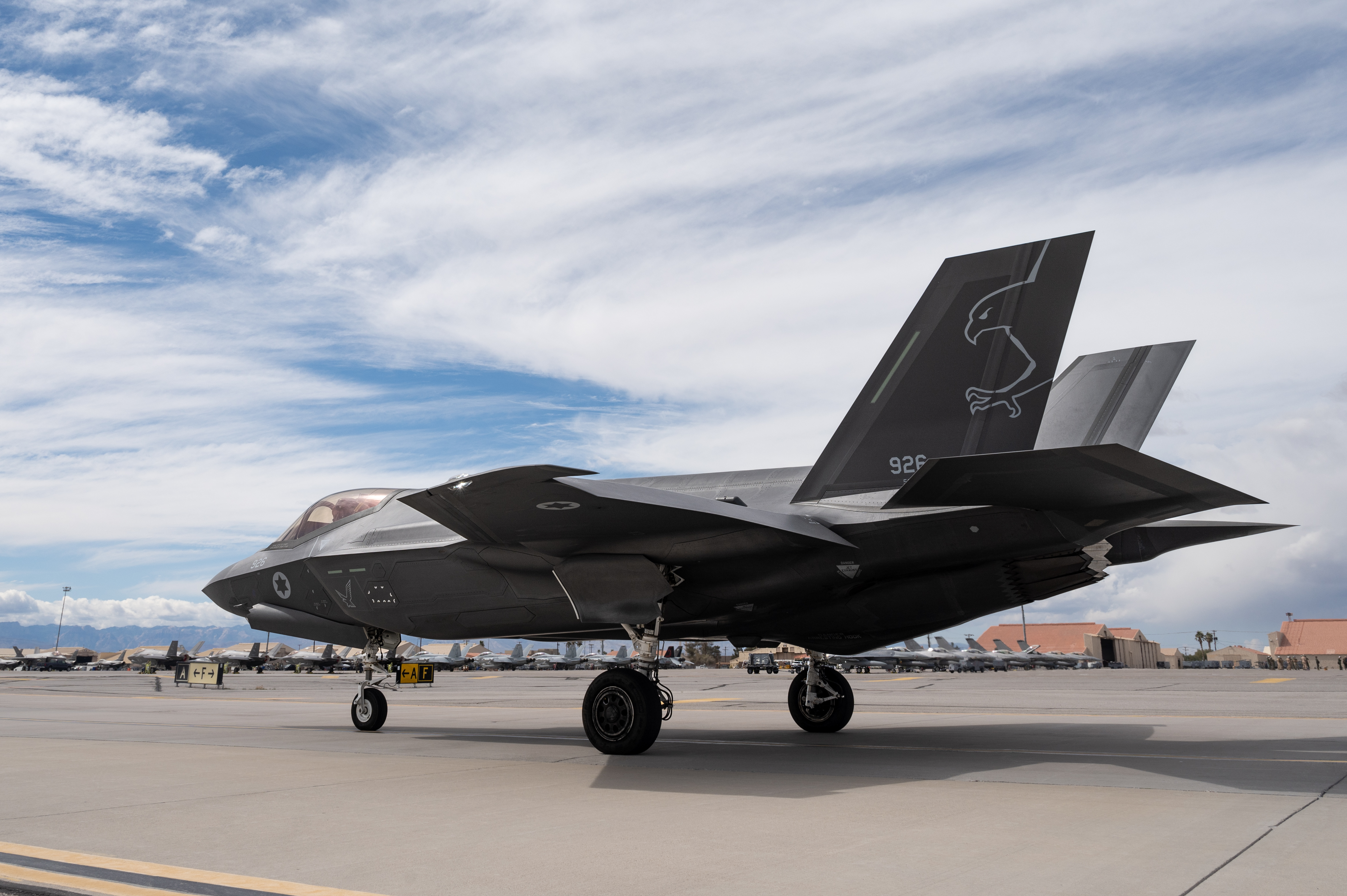
第140飛行隊のF-35、2023年
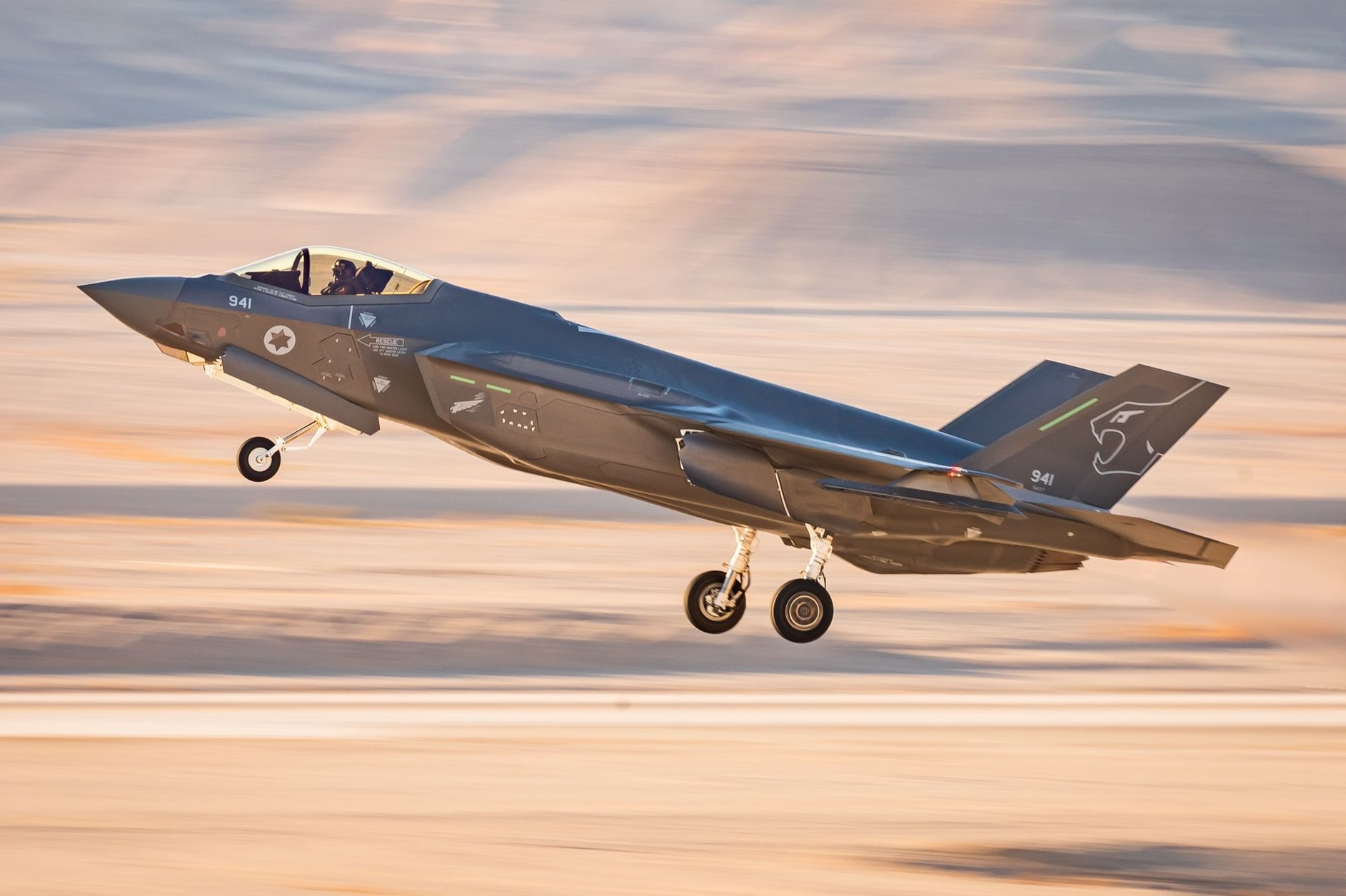
第116飛行隊のF-35、2021年
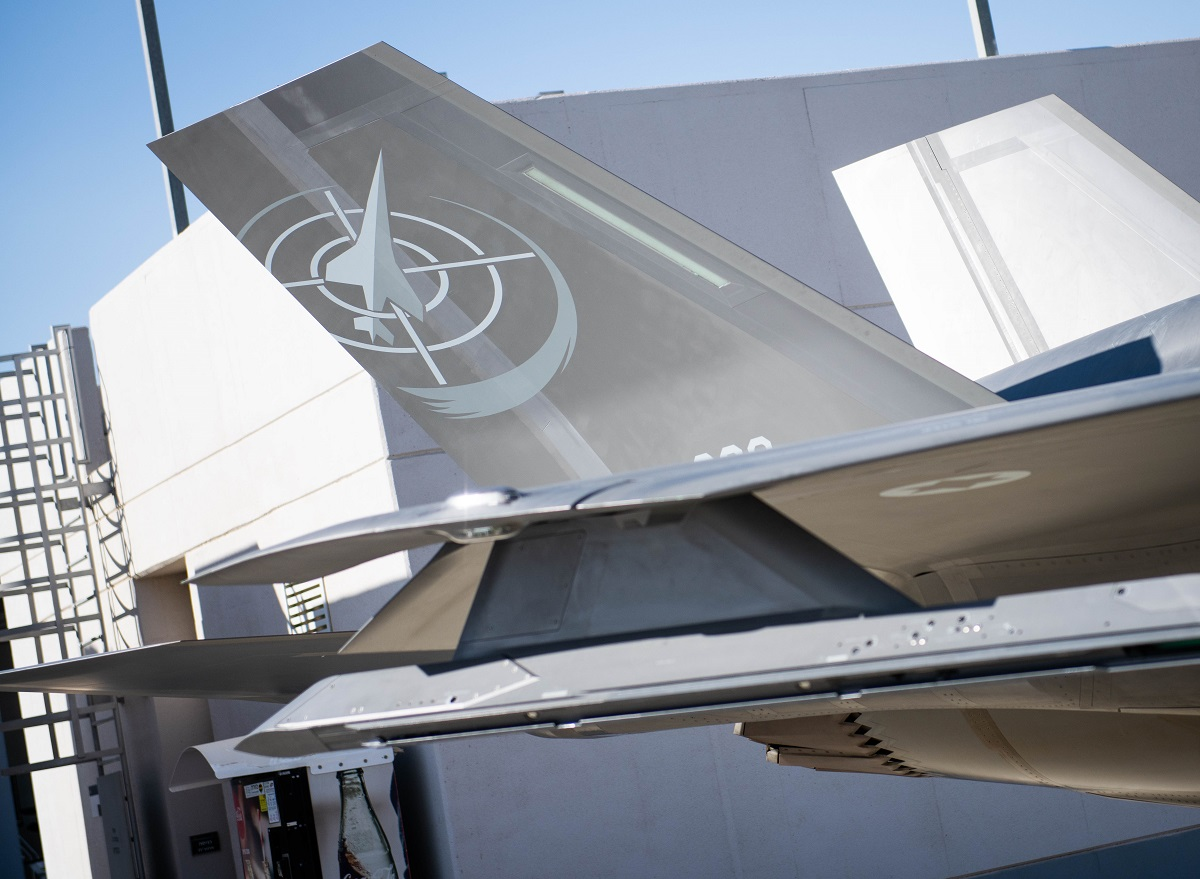
第117飛行隊のF-35、2021年
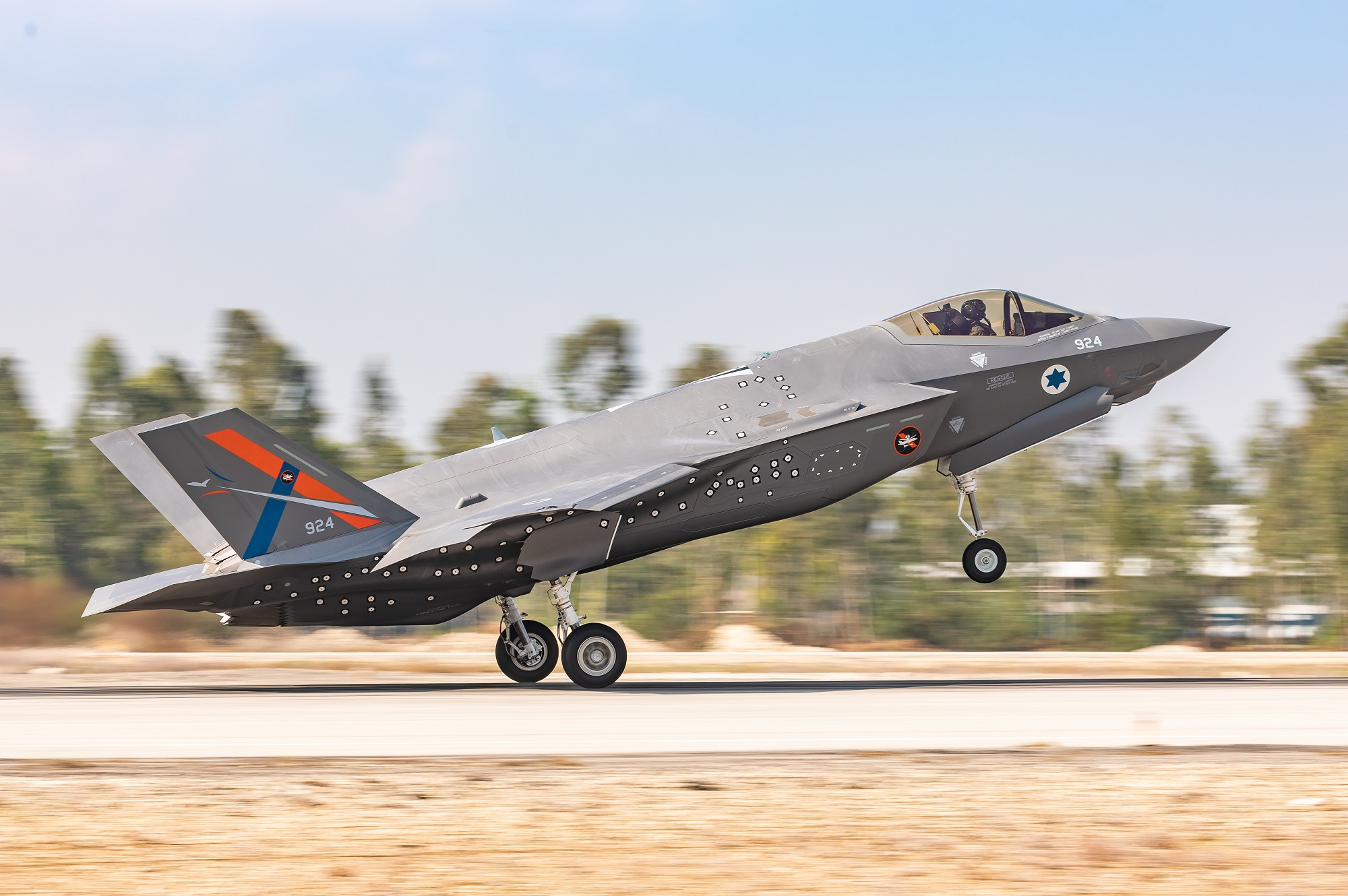
第601飛行隊のF-35、2020年